# آلة كظومة
آلة كظومة في الهندسة الميكانيكية والكيمياء (بالإنجليزية: Adiabatic Machine)

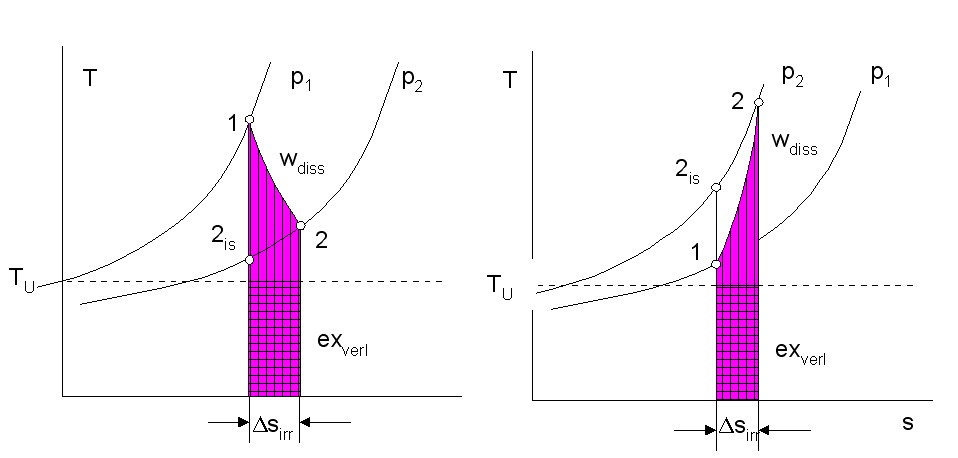
مخطط درجة الحرارة والانتروبي: تغير غير عكوسي في حالة البخار الخارج من التوربين (يسار) ، وضغط البخار الداخل (يمين). Tu هي درجة حرارة الغرفة.

هي آلة لا تسخن ولا تبرد ، أي لا يحدث فيها تبادل حراري ولذلك يوصف مبدأ عملها ب عملية كظومة . ولكنها ليست عملية متساوية الاعتلاج وإنما تستغل تغير الإنتروبي للتحريك . مثل تلك الآلة التوربين الذي يدور بالبخار ويؤدي شغلا ميكانيكيا. يدخله بخار مضغوط ويحتك بريش التوربين ويخرج البخار من المخرج متمددا مما يزيد إنتروبيا الغاز ، ويحدث ذلك بدون تبادل حراري بين النظام والوسط المحيط ، أي أن Q = 0 ولذلك تسمى الآلة «ألة كظومة» . ويوضح الرسم البياني تغير الحالة للآلة عن طريق مخطط درجة الحرارة والإنتروبي ، حيث تعطي المنحنيات تغير الإنتروبي S كدالة لدرجة الحرارة T. وهي كما نرى لا تختلف عن مخطط الإنثابي H والإنتروبي S .

## كفاءة الآلة
نقوم بتطبيق القانون الأول للديناميكا الحرارية على النظام المفتوح:
{\displaystyle {\dot {Q}}+{\dot {W_{\mathrm {t} }}}={\dot {H}}_{\mathrm {2} }-{\dot {H}}_{\mathrm {1} }+{\dot {m}}\cdot g\cdot \left(z_{\mathrm {2} }-z_{\mathrm {1} }\right)+{{\dot {m}} \over 2}\cdot \left(c_{\mathrm {2} }^{2}-c_{\mathrm {1} }^{2}\right)}
وبقسمة المعادلة على كتلة الغاز الداخل مع اهمال الطاقة الخارجية 
{\displaystyle {\dot {m}}\cdot g\cdot \left(z_{\mathrm {2} }-z_{\mathrm {1} }\right)+{{\dot {m}} \over 2}\cdot \left(c_{\mathrm {2} }^{2}-c_{\mathrm {1} }^{2}\right)}
واعتبار التغير في كمية الحرارة {\displaystyle dQ=0}
نحصل على معادلة الشغل :
{\displaystyle \ w_{t}=h_{2}-h_{1}}
وكما نرى نجد أن الشغل الميكانيكي يساوي فرق الإنثالبي ( وهو طبقا للتعريف الترموديناميكي يكون سالبا الإشارة ، حيث أنه الشغل الذي تؤديه الآلة) . وبذلك نحسب كفاءة التوربين:
{\displaystyle \eta _{\rm {gT}}={\frac {h_{1}-h_{2}}{h_{1}-h_{\rm {2is}}}}}
وكفاءة الضاغط:
{\displaystyle \eta _{\rm {gV}}={\frac {h_{\rm {2is}}-h_{1}}{h_{2}-h_{1}}}}

## الشغل الناتج والطاقة المفقودة
طبقا ل القانون الثاني للديناميكا الحرارية تنطبق المعادلة :
{\displaystyle \ Tds=\delta {q}+\delta {w_{\rm {diss}}}}
وحيث أنه لا يوجد تبادل حراري فتكون ({\displaystyle \delta {q}=0}),
ونستنتج من تلك المعادلة أن المساحة المحصورة في مخطط درجة الحرارة والإنتروبي (أحمر) تمثل الشغل الناتنج .
والطاقة المفقودة ولم تتحول إلى شغل ميكانيكي ، تبلغ:
{\displaystyle ex_{\rm {verl}}=T_{U}\cdot \Delta {s_{\rm {irr}}}}
وهي ممثلة في المخطط بالمساحة المحصورة أسفل درجة حرارة الغرفة Tu .